# Código Administrativo de 1878
O Código Administrativo de 1878 foi um código elaborado por António Rodrigues Sampaio e promulgado a 8 de Maio de 1878. É considerado um dos mais importantes códigos administrativos, que descentralizou o poder local passando para as mãos destes a gestão da questões de justiça e fiscalidade.
O Código Administrativo de 1878 estabeleceu como autarquias locais a freguesia, o município e o distrito, todas com órgãos directamente eleitos, mas os concelhos municipais foram suprimidos enquanto os conselhos de distrito continuaram a desempenhar funções jurídicas. Descentralizou o poder local passando para as mãos destes a gestão da questões de justiça e fiscalidade.
Este diploma foi revogado pelo Código Administrativo de 1886, promulgado a 17 de Julho de 1886, por iniciativa de José Luciano de Castro, cujo carácter centralizador procurou reduzir o ímpeto descentralizador que havia sido introduzido. Contudo, o seu impacte foi tal que as suas normas principais foram retomadas pela Lei n.º 88 de 7 de Agosto de 1913 enquanto se não promulgasse novo código. Apesar dos projectos elaborados, durante a Primeira República Portuguesa (1910-1926) não foi aprovado o projectado Código e o diploma de 1878 teve aplicação até à entrada em vigor do Código Administrativo de 1940, já em pleno Estado Novo.